# Epirogénesis
En geología, la epirogénesis (del griego epeiros, tierra, y genesis, nacimiento) son levantamientos o depresiones de la corteza terrestre que presentan longitudes de onda largas y con poco plegamiento, aparte de las ya mencionadas amplias ondulaciones. Las partes centrales y amplias de los continentes se denominan cratones y están sujetas a epeirogenia. El movimiento puede ser de hundimiento hacia el centro de la Tierra o de elevación desde él. El movimiento es causado por un conjunto de fuerzas que actúan a lo largo de un radio terrestre, como las que contribuyen a la isostasia y al fallamiento en la litosfera.
La epirogénesis puede ser permanente o transitorio. El alzamiento transitorio puede ocurrir sobre una anomalía térmica debido a la convección de un manto anormalmente caliente, y desaparece cuando la convección disminuye. El alzamiento permanente puede ocurrir cuando se inyecta material ígneo en la corteza, y el levantamiento estructural circular o elíptico (es decir, sin plegamiento) sobre un radio grande (decenas a miles de kilómetros) es una característica de plumas mantélicas.
A diferencia del movimiento epirogénico, el movimiento orogénico es una deformación más compleja de la corteza terrestre, asociada al engrosamiento de la corteza, en particular a la convergencia de las placas tectónicas. Dicha convergencia de placas forma cinturones orogénicos que se caracterizan por "el plegamiento y fallamiento de capas de roca, por la intrusión de magma y por el vulcanismo".
La epirogénesis puede desviar ríos y crear divisoria de aguas al deformar la corteza a lo largo de los ejes de alzamiento. Un ejemplo de esto es la desviación del río Eridanos en la época del Plioceno por la elevación del domo sueco del sur o las divisorias de drenaje actuales entre los ríos Limpopo y Zambeze en el sur de África.